# 13인의 자객 (2010년 영화)
《13인의 자객》(일본어: 十三人の刺客 주산닌노시카쿠[*])는 2010년에 개봉된 일본 영화이다. 1963년 영화 《13인의 자객》을 미이케 다카시 감독이 리메이크한 영화이다.

## 출연진
자객
- 시마다 신자에몬 - 야쿠쇼 코지
- 시다마 신로쿠로 - 야마다 타카유키
- 구라나가 사헤이타 - 마츠카타 히로키
- 미쓰하시 군지로 - 사와무라 잇키
- 히구치 겐나이 - 이시가키 유마
- 호리이 하치 - 콘도 코엔
- 히오키 야소키치 - 타카오카 소스케
- 오타케 모스케 - 롯카쿠 세이지
- 이시즈카 리헤이 - 나미오카 가즈키
- 히라야마 구주로 - 이하라 츠요시
- 사하라 헤이조 - 후루타 아라타
- 오구라 쇼지로 - 쿠보타 마사타카
- 기가 고야타 - 이세야 유스케

아카시번
- 마쓰다이라 나리쓰구 - 이나가키 고로
- 기토 한베이 - 이치무라 마사치카
- 우치노 마사아키
- 아사카와 - 미츠이시 켄
- 겐시로 데구치 - 아베 신노스케

막부
- 도이 도시쓰라(에도 막부 노중) - 히라 미키지로

오와리번
- 마키노 유키에 - 마츠모토 코시로
- 마키노 우네메 - 사이토 타쿠미
- 마키노 치세 - 타니무라 미츠키

그 외
- 츠야 - 후키이시 카즈에
- 키시베 잇토쿠
- 팔다리가 없는 여자 - 모테키 사쿠라코